# Goldendale
Goldendale és una població dels Estats Units i seu del comtat de Klickitat a l'estat de Washington. Segons el cens del 2000 census tenia 3.760 habitants.

## Demografia
Segons el cens del 2000, Goldendale tenia 3.760 habitants, 1.515 habitatges, i 963 famílies. La densitat de població era de 615,1 habitants per km².
Dels 1.515 habitatges en un 34,4% hi vivien nens de menys de 18 anys, en un 46,4% hi vivien parelles casades, en un 12,7% dones solteres, i en un 36,4% no eren unitats familiars. En el 31,3% dels habitatges hi vivien persones soles el 14,1% de les quals corresponia a persones de 65 anys o més que vivien soles. El nombre mitjà de persones vivint en cada habitatge era de 2,41 i el nombre mitjà de persones que vivien en cada família era de 3,02.
Per edats la població es repartia de la següent manera: un 28,4% tenia menys de 18 anys, un 7,7% entre 18 i 24, un 26,1% entre 25 i 44, un 22,6% de 45 a 60 i un 15,2% 65 anys o més.
L'edat mediana era de 36 anys. Per cada 100 dones de 18 o més anys hi havia 89,4 homes.
La renda mediana per habitatge era de 26.030 $ i la renda mediana per família de 33.866 $. Els homes tenien una renda mediana de 36.977 $ mentre que les dones 22.289 $. La renda per capita de la població era de 13.111 $. Aproximadament el 21,9% de les famílies i el 25,4% de la població estaven per davall del llindar de pobresa.

## Poblacions properes
El següent diagrama mostra les poblacions més properes.